# سنقيل
السِّنْقِيلُ أو بلشون أبيض صغير أو ابن الماء الصغير أو البَياضي (الاسم العلمي: Egretta garzetta) (بالإنجليزية: Little Egret)‏ هو طائر ينتمي إلى بلشونيات (فصيلة: Ardeidae) . يوجد في السواحل الغربية لإفريقيا وله ريش أبيض اللون وأرجله طويلة سوداء وأقدامه صفراء، المنقار نحيل أسود، في موسم التزاوج يظهر ريش طويل على الظهر والصدر الجلد بين المنقار والعينان يصبح أحمر أو ازرق بحر الأحمر حتى تعتبر من الطيور الصامتة لكنها تصدر بعض الأصوات في موسم التزاوج وعند تعرضها للإزعاج، تصطاد في المياة السطحية وقد تقف ساكنة حتى تاتيها الفريسة وتلتقطها، تتغذى من السمك والقشريات والبرمائيات تعشش على شكل مستعمرات، العش يكون على شجرة ومصنوع من العيدان 3-5 بيضات يبيضاوية لونها أزرق-اخضر شاحب تم وضعها وتمتد حضانتها إلى 21-25 يوم، يعتني الأبوان بالفراخ حتى تترك العش بعد 40-45 يوم.

## معرض الصور
|  |  |

|  |  |

|  |  |

|  |  |